# 张涛 (化学家)
张涛（1963年—），男，汉族，陕西安康人，中国催化化学家。长期从事工业催化的应用和基础研究，首次提出“单原子催化”的概念。2013年，当选为中国科学院院士。

## 生平
1978年，年仅15岁他考入了陕西理工学院（原汉中师范学院）。陕西理工学院（时为：汉中师范学院），化工学院1982届化学专业毕业，大学毕业后分配到安康中学任教，第二年考入大连化学物理研究所攻读硕士学位。1989年，毕业于中国科学院大连化学物理研究所，获博士学位。之后在英国伯明翰大学做访问学者一年。1995年至1997年为香港科技大学访问助教授。1995年，任中国科学院大连化学物理研究所研究员。2007年2月，任中国科学院大连化学物理研究所所长、党委书记。2016年12月，任中国科学院副院长、党组成员。
2011年，他在论文《Pt1/FeOx单原子催化CO氧化》中首次提出了“单原子催化”的概念。2012年12月，当选英国皇家化学学会会士(Fellow of the Royal Society of Chemistry, FRSC)。2013年，当选为中国科学院院士。
2024年获得未来科学大奖物质科学奖。